# 特里特 (阿肯色州)
特里特（英語：Treat）是位於美國阿肯色州波普縣的一個非建制地區。該地的面積和人口皆未知。

## 地理
特里特的座標為35°19′44″N 93°15′11″W / 35.32889°N 93.25306°W，而該地的平均海拔高度為233米（即764英尺）。